# Bodyguard (film, 1992)
Bodyguard (engelska: The Bodyguard) är en amerikansk romantisk drama-thrillerfilm i regi av Mick Jackson som hade biopremiär i USA den 25 november 1992. I huvudrollerna syns Kevin Costner och Whitney Houston. Filmen hade Sverigepremiär den 18 december 1992.

## Handling
Sångerskan Rachel Marron förföljs av en beundrare, och hennes agent anställer livvakten Frank Farmer, som tidigare arbetat för United States Secret Service. Den utåtriktade Marron ogillar att hennes rörelsefrihet begränsas kraftigt, men så småningom mjuknar känslorna. Samtidigt som känslorna mellan Marron och Farmer mjuknar finns diverse faror och en stalker. Farmer måste därför balansera känslor och yrkesmässighet.

## Om filmen
- Whitney Houstons nyinspelning av Dolly Partons låt I Will Always Love You blev en mycket stor framgång 1992–1993.

## Rollista (i urval)
- Kevin Costner – Frank Farmer
- Whitney Houston – Rachel Marron
- Gary Kemp – Sy Spector
- Ralph Waite – Herb Farme
- Bill Cobbs – Devaney
- Tomas Arana – Portman
- Michele Lamar Richards – Nicki Marron
- Mike Starr – Tony
- Christopher Birt – Henry
- DeVaughn Nixon – Fletcher

## Tagline
Never let her out of your sight. Never let your guard down. Never fall in love.

## Musik i filmen (urval)
- I Will Always Love You, text och musik: Dolly Parton
- I'm Every Woman, text och musik: Nickolas Ashford & Valerie Simpson
- Queen of the Night, låtskrivare: L.A. Reid, Kenneth Bryan Edmonds, Daryl Simmons & Whitney Houston
- I Have Nothing, text och musik: David Foster & Linda Thompson
- Run to You, låtskrivare: Jud Friedman & Allan Rich